# 1910 Fruitgum Company

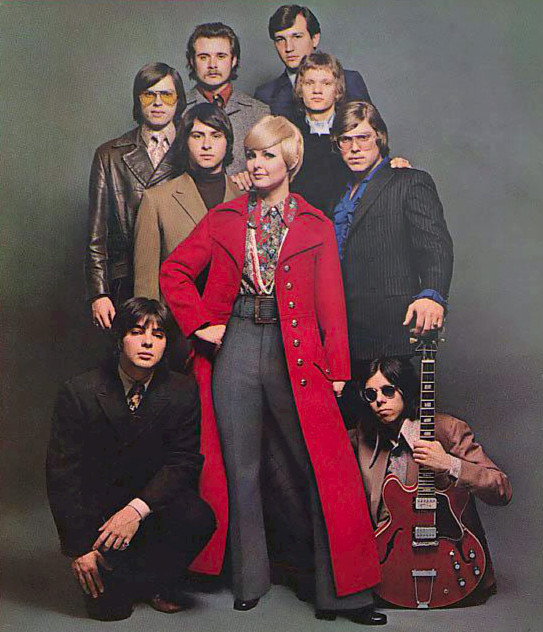
1910 Fruitgum Company

1910 Fruitgum Company (kortweg ook wel 1910 Fruitgum Co.) is een Amerikaanse band uit de jaren 60 van de twintigste eeuw. Het begon allemaal in 1965. Frank Jeckel richtte een groep op die de naam Jeckel and the Hydes droeg. De groepsleden kwamen uit Linden (New Jersey).
Jeckel had een drummer nodig en een leadgitarist om zo zijn popgroep echt te kunnen uitbouwen. Hij belde zijn oud vriend Floyd Marcus. Marcus aanvaardde het aanbod.
De nieuwe groep had nu enkel nog een naam nodig en daarover gaat het volgende verhaal de ronde: Jeckel vond een oude wikkel met daarop de woorden 1910 Fruitgum. De naam van de groep was gevonden. In 1967 tekende '1910 Fruitgom Company' een platencontract bij de firma Buddah Records (thans Buddha Records). Bij dit platenlabel namen ze één nummer op maar de groep hield niet van het eindresultaat, Jeckel overtuigde iedereen om de toon van het volledige lied te veranderen.
Tot hun grote verbazing schoot de single Simon Says in 1968 als een raket in de hitparades omhoog. Het was een van de eerste popsongs in het genre bubblegum, simpele popdeuntjes voor een jong publiek.
De groep ging direct toeren met onder andere American Bandstand. '1910 Fruitgum Company' ging later ook nog op tournee met The Beach Boys. De hits volgden elkaar razendsnel op: Red Light, Indian Giver, Goody Goody Gumdrops en May I take a Giant Step.
De muziekzender VH1 filmde de groep naar aanleiding van de aankomende Bubblegum Rock Special. De film was in november 2004 voor het eerst te zien.

## NPO Radio 2 Top 2000
| Nummer met noteringen in de NPO Radio 2 Top 2000 | '00  | '01  | '02  | '03 | '04  | '05  |
| ------------------------------------------------ | ---- | ---- | ---- | --- | ---- | ---- |
| Simon Says                                       | 1631 | 1671 | 1972 | -   | 1674 | 1931 |

1. ↑  Een '-' betekent dat het nummer niet was genoteerd en een vetgedrukt getal geeft de hoogste notering aan.
2. ↑  2000 was het eerste jaar met een notering voor dit nummer.
3. ↑  Deze tabel is bijgewerkt tot en met de laatste editie (2024).